# Comitatul Albany, New York
Comitatul Albany, conform originalului din engleză, Albany County, este unul din cele 62 comitate ale statului american New York. Sediul comitatului este localitatea  Laramie.

## Demografie
|  | Graficele sunt indisponibile din cauza unor probleme tehnice. Mai multe informații se găsesc la Phabricator și la wiki-ul MediaWiki. |

Date: Wikidata - grafică realizată de Wikipedia

## Comitate adiacente
| NV -- Comitatul Schenectady, NY | Nord -- Comitatul Saratoga, NY |                                 |
| Vest -- Comitatul Schoharie, NY | Comitatul Albany, New York     | Est -- Comitatul Rensselaer, NY |
|                                 | Sud -- Comitatul Greene, NY    | SE -- Comitatul Columbia, NY    |

Format:Capital District
Format:Albany County, New York
Format:New York-->